# Yasmin Ahmad
Yasmin Ahmad (Kampung Bukit Treh, 7 de enero de 1958-Petaling Jaya, 25 de julio de 2009) fue una cineasta, guionista y ocasional actriz malaya. Fue una de las figuras centrales de la conocida como «primera nueva ola del cine de Malasia». Su obra a menudo era considerada controversial en su país de mayoría musulmana por tratar temas como el amor interracial y la conversión religiosa.

## Biografía
Ahmad nació en Kampung Bukit Treh, en el distrito de Muar en 1958. Licenciada en Filosofía y Letras con especialización en Política y Psicología por la Universidad de Newcastle, obtuvo inicialmente un trabajo en la compañía IBM como representante de mercadeo. En 1993 se vinculó profesionalmente con la agencia publicitaria Leo Burnett en la ciudad de Kuala Lumpur. Allí tuvo la posibilidad de desarrollar comerciales para la multinacional petrolera Petronas.
En 2002 tuvo la oportunidad de rodar su primer largometraje, titulado Rabun.  Dos años después estrenó Sepet, la primera película de la llamada «trilogía de Orked», completada por Gubra (2006) y Mukhsin (2007). Todos estos filmes están protagonizados por Orked, una joven que va desarrollando su vida amorosa a lo largo de varias etapas de su vida. De acuerdo con el diario The Guardian, su tratamiento del amor de pareja en esta serie fílmica «es notable, mientras que el uso de tomas largas y voces en off y la evitación de primeros planos, permitieron al público una mayor objetividad que el enfoque habitual basado en el primer plano de gran parte del cine asiático convencional».
Su siguiente película, titulada Muallaf (2008) no fue presentada en su país natal por tratar el tema de la conversión religiosa de dos hermanas musulmanas que huyen de un padre abusivo. Talentime (2009), su último filme, sigue la vida de tres familias de diferentes credos y costumbres que se unen a causa de un programa de talentos. Durante su carrera obtuvo diferentes premios y nominaciones en eventos como la Berlinale, el Festival Cinemanila, el Festival Internacional de Cine de Tokio o el Festival de Cine de Torino, entre otros.

### Fallecimiento
Mientras se encontraba en la etapa de preproducción de una película sobre el atleta singapurense Thaddeus Cheong, Ahmad falleció el 25 de julio de 2009 en Petaling Jaya tras sufrir un derrame cerebral. Le sobrevivió su esposo Abdullah Tan Yew Leong, director creativo de una agencia publicitaria. El dramaturgo y escritor singapurense Alfian Sa'at escribió para The Online Citizen poco después de la muerte de Yasmin que sus películas resonaron entre el público malayo de Singapur que se sentía representado al verse en una sociedad multicultural «desatendida por unos medios de comunicación locales sinocéntricos».

## Filmografía

### Como directora
| Año  | Título    | Directora | Guionista |
| ---- | --------- | --------- | --------- |
| 2003 | Rabun     | Yes       | Yes       |
| 2004 | Sepet     | Yes       | Yes       |
| 2006 | Gubra     | Yes       | Yes       |
| 2007 | Mukhsin   | Yes       | Yes       |
| 2008 | Muallaf   | Yes       | Yes       |
| 2009 | Talentime | Yes       | Yes       |

### Como actriz
| Año  | Título                 | Notas        |
| ---- | ---------------------- | ------------ |
| 2003 | Min                    |              |
| 2004 | 15 Puasa               | Telefilme    |
| 2006 | Rain Dogs              |              |
| 2008 | Here in My Home        | Cortometraje |
| 2008 | Susuk                  |              |
| 2009 | At the End of Daybreak |              |